# Sotkamo
Sotkamo [ˈsɔtkɑmɔ] ist eine Gemeinde mit 10.354 Einwohnern (Stand 31. Dezember 2022) im Nordosten Finnlands. Sie liegt etwa 500 Kilometer nordöstlich der Hauptstadt Helsinki im Süden der Region Kainuu an der Grenze zur Region Savo.
Siedlungsschwerpunkt sind die beiden benachbarten Orte Sotkamo und Vuokatti, die recht malerisch auf Landengen zwischen mehreren Seen liegen. Vuokatti ist eines der größten Skiresorts Finnlands. Die Hügel (vaara) der Umgebung erreichen eine für finnische Verhältnisse stattliche Höhe von bis zu 345 m und ermöglichen so sogar Abfahrten. Im Sommer zieht Sotkamo vor allem Bade- und Wandertouristen an. Im Osten der Gemarkung befindet sich der rund 44 Quadratkilometer große Nationalpark Hiidenportti, eine fast unberührte Sumpf- und Nadelwaldlandschaft, im Süden hat die Gemeinde Anteil am Nationalpark Tiilikkajärvi.
Hauptwirtschaftszweig ist neben dem Tourismus der Bergbau. Bei der Siedlung Lahnaslampi fördert das Unternehmen Mondo Minerals Oy Talk.

## Talvivaara
In der Nähe des Dorfes Talvivaara befinden sich die größten noch unerschlossenen Nickelvorkommen Europas, die sich über eine Gesamtfläche von 60 km² erstrecken.

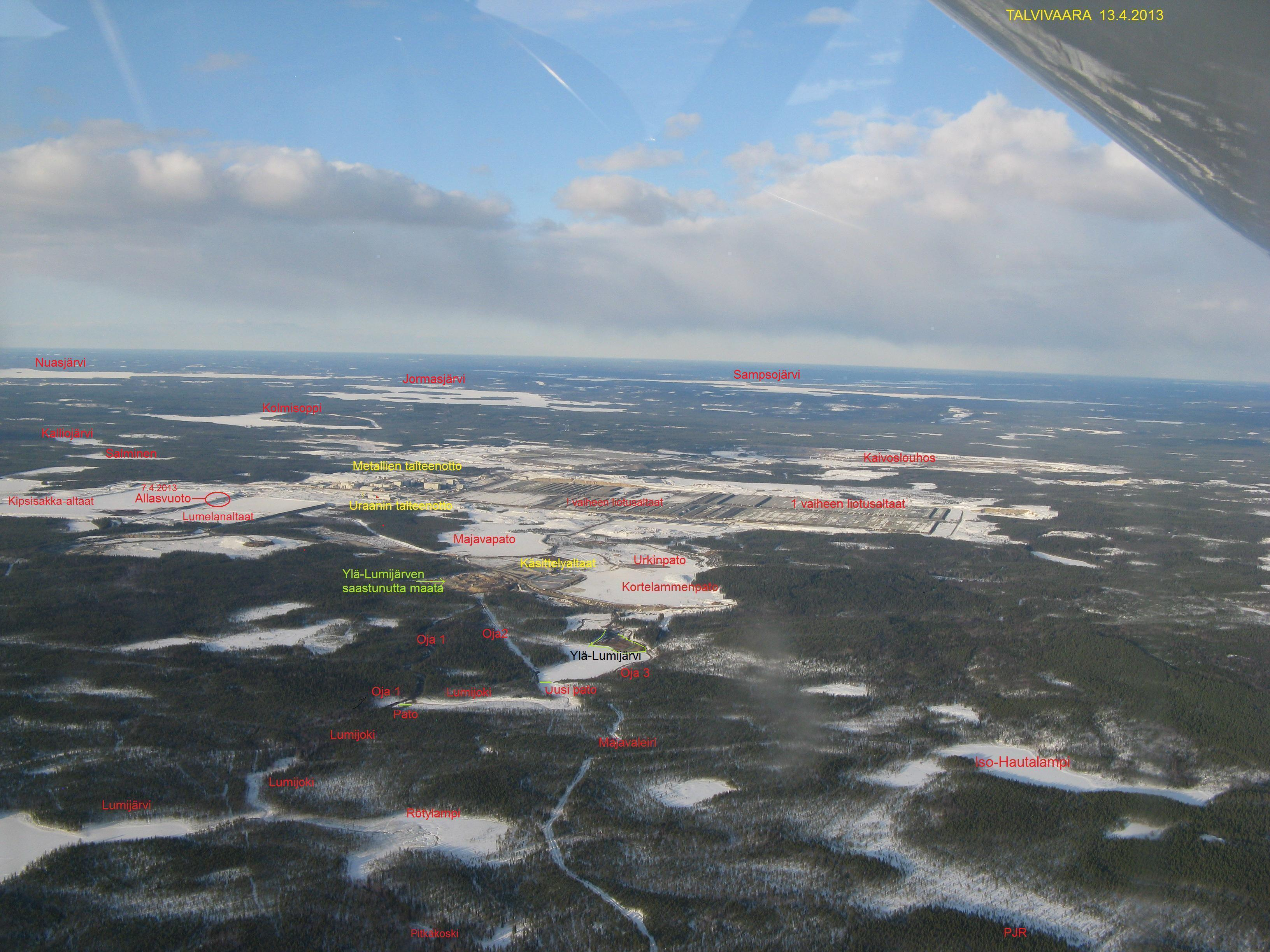
Prospektierte Nickelvorkommen auf 60 km²

Das Unternehmen Talvivaara Kaivososakeyhtiö Oyj betrieb in den beiden in 3 km voneinander entfernten Minen Kuusilampi und Kolmisoppi im Tagebau Verfahren den Abbau des Nickel-Kupfer-Cobalt-Zink Erzes. Auch geringe Mengen an Uran, das als Nebenprodukt gewonnen wird, sind im Erz vorhanden (ca. 25 mg/l). Laut Minenbetreiber könnte die Mine dennoch so 80 % des nationalen Uranbedarfs decken. Die Förderung wurde 2006 bewilligt, 2012 zeigten mehrfach Proben aus undichten Rückhaltebecken über den Grenzwerten liegende Mengen von Schwermetallen und Uran an. Dabei sind im selben Jahr 800 Millionen Liter Giftschlamm ausgetreten.
Am 11. April 2013 verkaufte der bis dahin größte Anteilseigner, der finnische Pensionsfonds Ilmarinen, alle Anteile an der Talvivaara Mining Company aufgrund der anhaltenden und besonders in letzter Zeit auftretenden Probleme für die Umwelt und in der Produktion. Seit August 2015 stehen vier leitende Manager des Unternehmens wegen Umweltvergehen vor Gericht.
Ende 2014 ging der Betreiber Talvivaaran Kaivososakeyhtiö Oyj in Konkurs, 2016 übernahm die Terrafame Group den Betrieb der Mine und hält eine Kaufoption.

Da unter anderem die Rückhaltebecken zu klein sind, haben die Behörden immer wieder erlaubt, die giftigen Abwässer in die Umgebung zu leiten. Im April 2016 geschah dies auch im Konflikt mit der Umweltgenehmigung der Mine. 

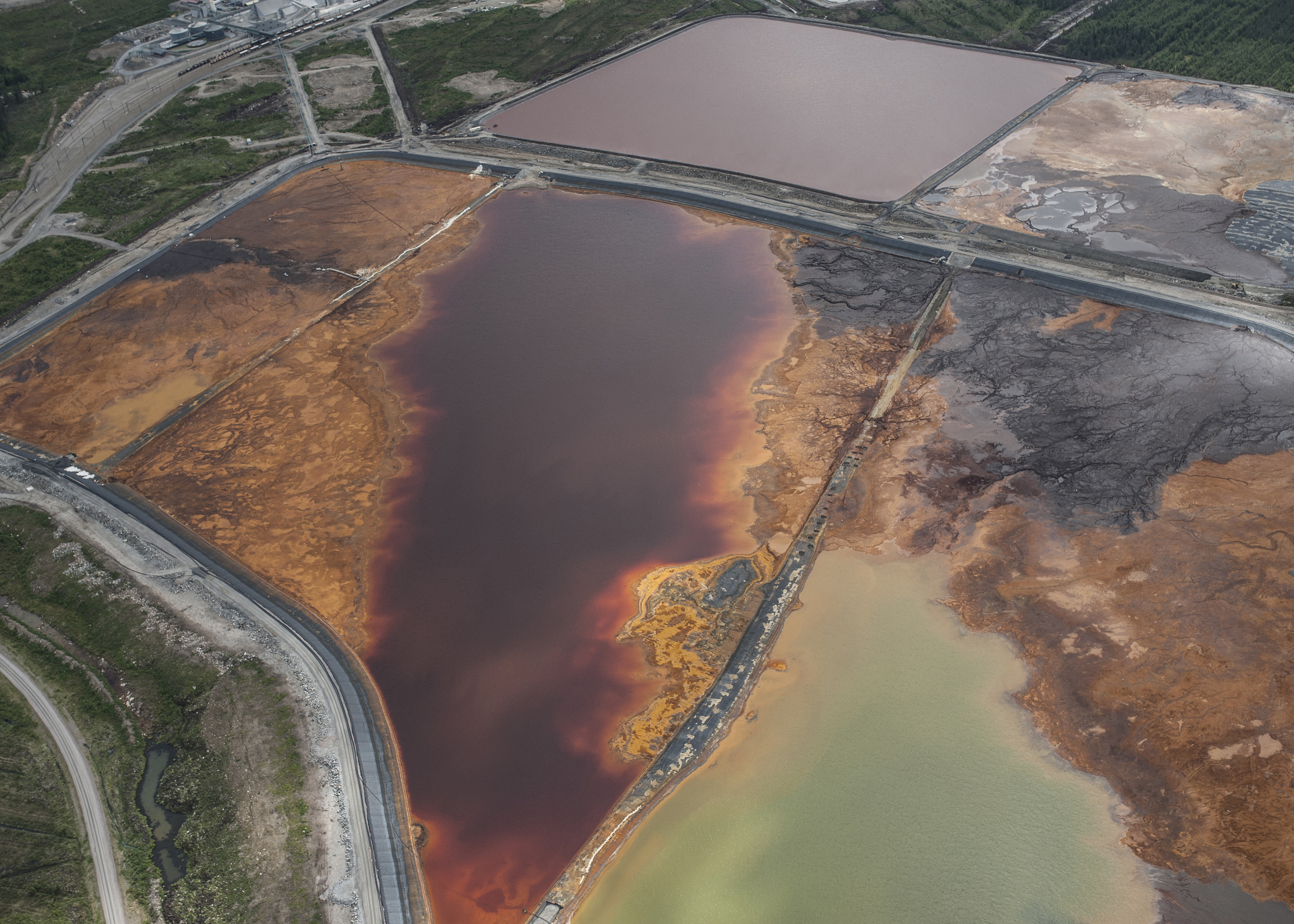
Ausgelaufene Abwässer – oben im Bild die eigentlichen Rückhaltebecken.

## Teilgemeinden
Zur Gemeinde Sotkamo zählen ferner die weit verstreut liegenden Siedlungen Alasotkamo, Halmetvaara, Heinämäki, Jormaskylä, Juholankylä, Juurikkalahti, Kontinjoki, Korholanmäki, Laakajärvi, Losovaara, Maanselkä, Naapurinvaara, Nuasjärvi, Ontojoki, Paakinmäki, Pohjavaara, Riekinranta, Sipinen, Sipola, Soidinvaara, Sumsa, Suovaara, Tipasoja, Torinkylä, Tuhkakylä, Vuokatti, Ylisotkamo und Ärväänkylä.
Es besteht eine Städtepartnerschaft mit Isny im Allgäu.
In sportlicher Hinsicht ist Sotkamo vor allem durch die Pesäpallo-Mannschaft Sotkamon Jymy bekannt.

## Söhne und Töchter der Gemeinde
- Anders Chydenius (1729–1803), Pfarrer, Politiker und Philosoph
- Erkki Kämäräinen (1897–1964), Skilangläufer
- Kalle Arantola (1913–1940), Skisportler
- Veikko Kankkonen (* 1940), Skispringer
- Pirjo Häggman (* 1951), Sprinterin
- Tapio Piipponen (* 1957), Biathlet
- Martti Jylhä (* 1987), Skilangläufer
- Atte Korhonen (* 1997), Nordischer Kombinierer